# Garamantes

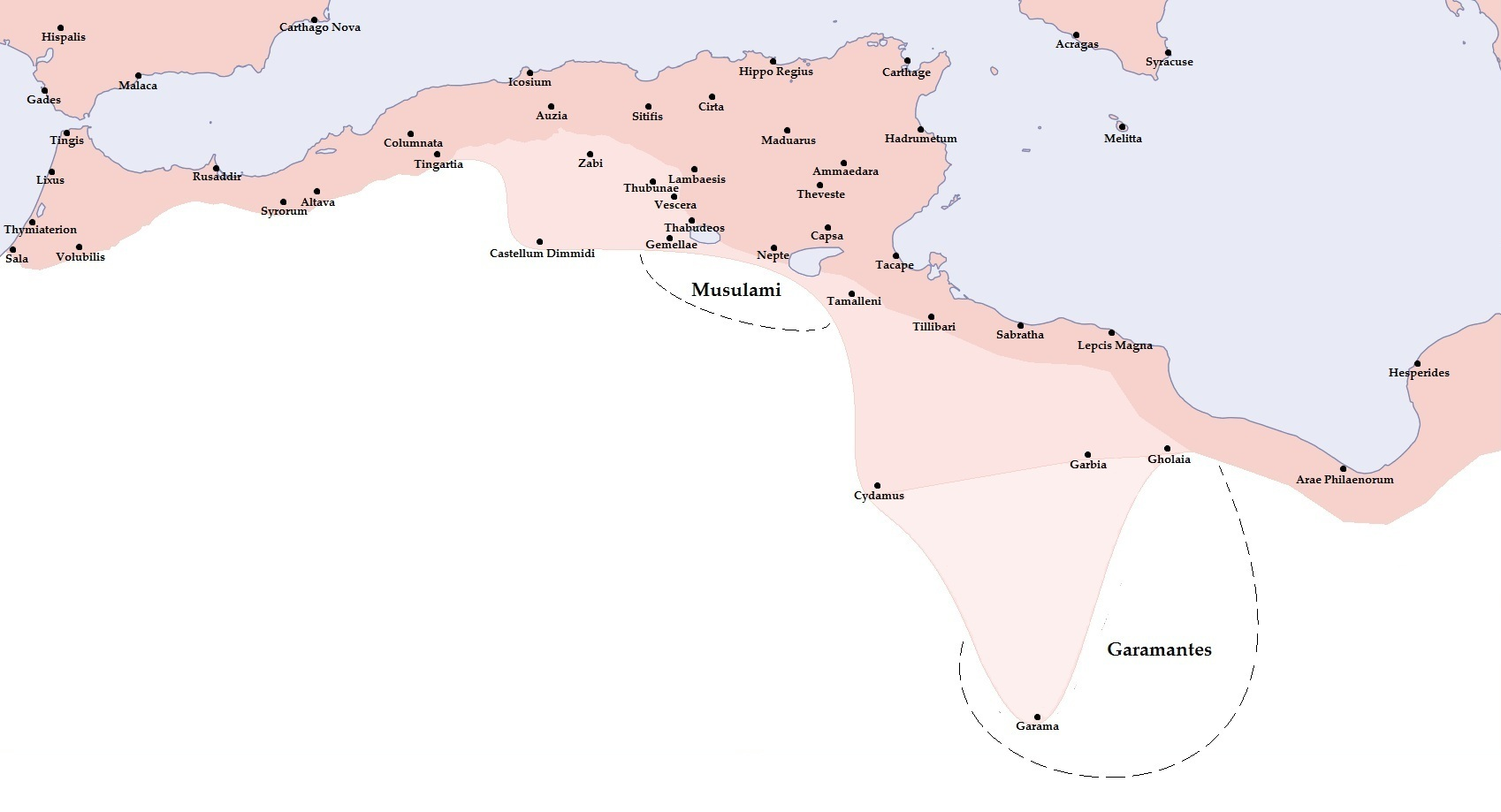
Septimio Severo expandió el Imperio romano en 203 hasta la capital de los garamantes, Garama (área en rosado claro).

Los garamantes (probablemente del bereber igherman 'ciudades') fueron un antiguo pueblo sedentario de África del Norte que desarrolló complejos sistemas de irrigación y fundó un próspero reino bereber en la actual región libia del Fezán. Fueron un importante poder local entre el siglo VI a. C. y el VIII d. C. 
Probablemente sean los antecesores de las etnias tuareg y tubu.

## Características generales de la cultura garamante
Existen pocos textos antiguos sobre los garamantes. Incluso su nombre, garamantes, fue dado por los griegos y adoptado después por los romanos. Los datos disponibles provienen principalmente de fuentes griegas y romanas y de excavaciones arqueológicas en el área, en la cual existen aún grandes zonas sin excavar. Otra fuente de información son los abundantes petroglifos, que muestran escenas anteriores al surgimiento del reino.
En la década de 1960, los arqueólogos excavaron parte de Garama, la capital de los garamantes, correspondiente a la moderna Germa, situada a unos 150 km al oeste de Sabha. En la Antigüedad, una ruta caravanera pasaba por el oasis de Germa en dirección al de Awjila, distante 20 jornadas de viaje. Las investigaciones actuales indican que los garamantes se distribuían en ocho grandes ciudades, de las que solo se han investigado tres, además de ocupar un gran número de asentamientos menores. Garama debió de albergar unos 4000 habitantes, más otros 6000 distribuidos en poblados dependientes dentro de un radio de 5 km.
Los garamantes eran granjeros y mercaderes. Su dieta consistía en uvas, higos, cebada y trigo. Comerciaban con trigo, sal y esclavos para importar vino y aceite de oliva, lámparas de aceite y cerámica de mesa romana. Según Estrabón y Plinio el Viejo, tenían canteras de amazonita en la cordillera del Tibesti. Los garamantes eran muy civilizados; vivían en villas grandes fortificadas y trabajaban como agricultores en los oasis. Eran un Estado organizado con ciudades y pueblos, un idioma escrito y tecnologías avanzadas. Fueron pioneros en establecer oasis y abrir rutas de comercio por el Sahara. El descubrimiento del profesor Fabrizio Mori de la "Momia negra" en Uan Muhuggiag sugiere que debió de haber una larga tradición de momificación en la región.

## Restos arqueológicos
Las ruinas incluyen numerosas tumbas, fuertes y cementerios. Los garamantes construyeron una red de túneles subterráneos, llamados foggara por los bereberes, para acceder al agua fósil situada bajo la capa caliza bajo la arena del desierto. La fecha de estos foggara es discutida; aparecen entre 200 a. C. y 200 d. C. y permanecen en uso hasta por lo menos el siglo VII y quizá después. La red permitió que la agricultura floreciera mantenida mediante un sistema de esclavitud.

## Historia
Los garamantes estaban ya probablemente presentes como grupos tribales alrededor del 1000 a. C. Aparecen en los textos por primera vez en el siglo V a. C. Según Heródoto eran «una gran nación que conducían ganados, cultivaban dátiles y cazaban "trogloditas etíopes" con sus cuadrigas», como fuente de esclavos.  Las escenas romanas conservadas los muestran con cicatrices y tatuajes rituales. Tácito cuenta que ayudaron al rebelde Tacfarinas y asaltaron los asentamientos costeros romanos. Según Plinio el Viejo los romanos se cansaron de la belicosidad de los garamantes, y Lucio Cornelio Balbo el Menor capturó 15 de sus asentamientos en el 19, imponiendo que los garamantes se volvieran un Estado "cliente" de Roma por algunos años. Pero ya en 70 se rebelaron y saquearon la costa de la provincia Africa proconsularis, siendo rápidamente rechazados por el ejército romano de la provincia, formado por la Legio III Augusta y sus auxilia a las órdenes del procónsul Lucio Valerio Festo.

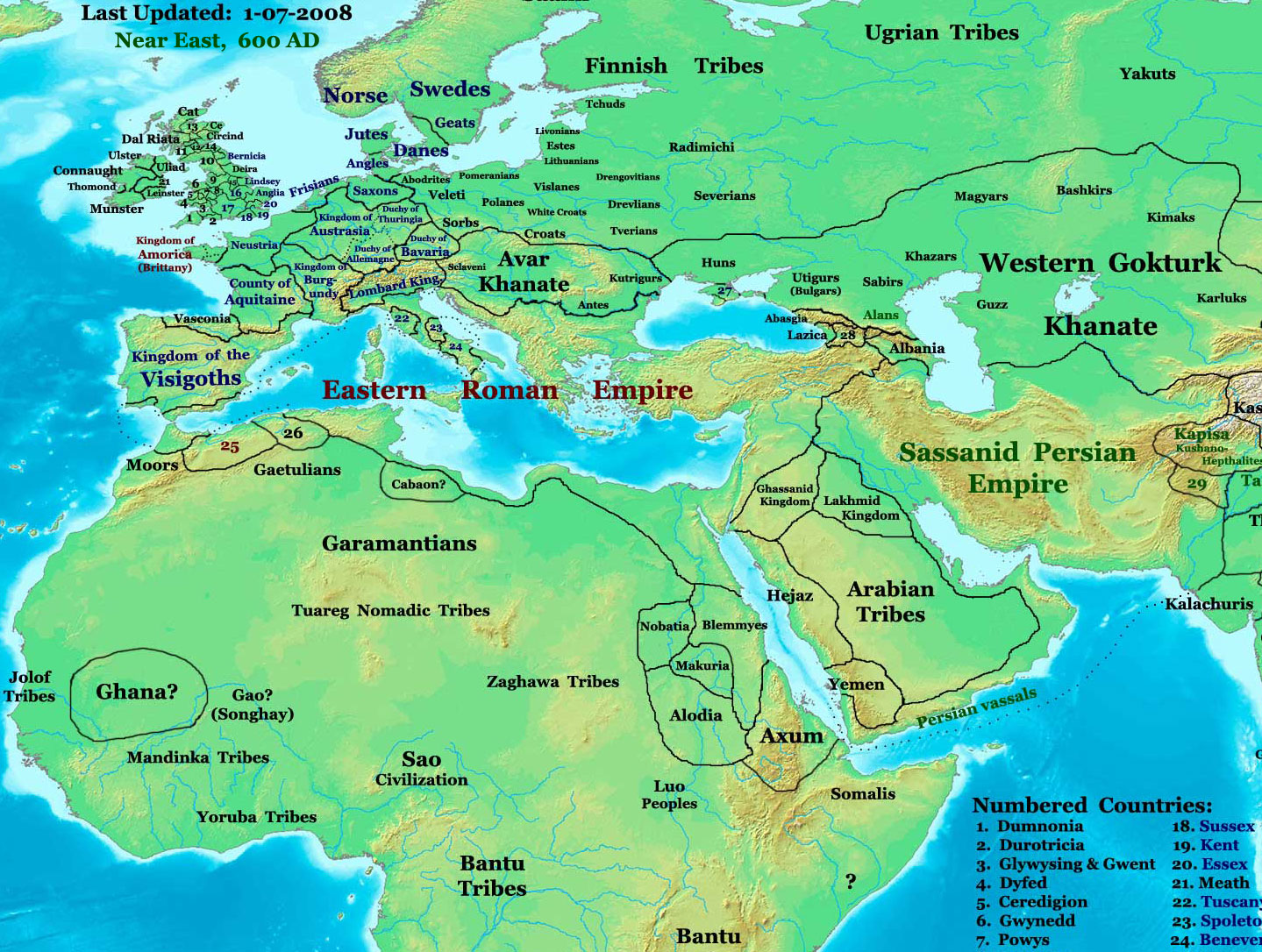
Oriente Próximo en 600 d. C., mostrando la ubicación de los garamantes antes de la conquista árabe.

Alrededor del 150 el reino garamante se extendía a lo largo del aún existente Wadi al-Ajal, cubriendo 180 000 kilómetros cuadrados al sur de la actual Libia. Septimio Severo logró conquistar Garama en 203, pero después de su muerte los garamantes volvieron a ser independientes de Roma aunque ligados por tratados comerciales.
El declive del reino garamante puede haber estado conectado al empeoramiento de las condiciones climáticas (progreso de la desecación del Sahara) y la sobreexplotación de los recursos hídricos. Otros factores coadyuvantes serían la invasión islámica en el siglo VII, que no solo asoló numerosos oasis en el desierto, sino que también alteró la red comercial sahariana (de esclavos, fieras, oro, marfil), desviándola más hacia el oeste. Las invasiones de nuevos pueblos árabes, los nómadas hilalíes, en el siglo XI, completaron el dominio musulmán de la región y destruyeron probablemente los últimos vestigios de la civilización garamante.

## Los garamantes en la literatura moderna
El escritor francés Gustave Flaubert, en su novela Salambó, incluye a los garamantes en los ejércitos de mercenarios cartagineses, incluso en uno de los pasajes los acusa de canibalismo, aunque el rigor histórico de la novela es altamente cuestionable (capítulo XIV: El desfile del hacha):

"En la noche del noveno día murieron tres íberos. Sus compañeros, asustados, abandonaron el lugar. Estaban despojados y los cuerpos desnudos quedaron en la blanca arena, al sol. Entonces los garamantes comenzaron a merodear lentamente. Estos eran hombres acostumbrados a la vida de las soledades y sin respeto a Dios. Por fin, el más viejo de la banda hizo un gesto y doblándose sobre los cadáveres, con sus cuchillos se llevaron tiras. Después, acuclillados sobre sus talones, se las comieron. Los otros miraban desde la distancia, lanzando gritos de terror; sin embargo, en lo profundo del alma, muchos estaban celosos de su coraje".

Los garamantes ocupan un lugar importante en la obra de Anastassia Espinel Souares, escritora colombiana de origen ruso, en sus novelas "Sol de Libia", "Masinisa, león del Atlas" y "La montaña de la Diosa Luna", donde aparecen como un pueblo de guerreros valientes, extremadamente orgullosos, amantes de la libertad, con muchas costumbres propias de los actuales tuareg.
También las novelas de la saga escrita por Alejandro Núñez Alonso: "El lazo de púrpura", "El hombre de Damasco", "El denario de plata" y "La piedra y el César" tienen a Garama y a los garamantes como importantes protagonistas secundarios en el siglo I de nuestra era. De hecho, el personaje central de la saga, Benasur de Judea, se convierte en dictador en la sombra de los destinos de Garama durante un buen tiempo.
Cervantes cita a los garamantes en "El Quijote", en el episodio en el que ataca a un rebaño de ovejas creyendo que es un ejército pagano.